# Puntioplites
Puntioplites is een geslacht van straalvinnige vissen uit de familie van Cyprinidae (Eigenlijke karpers).

## Soorten
- Puntioplites bulu (Bleeker, 1851)
- Puntioplites falcifer Smith, 1929
- Puntioplites proctozystron (Bleeker, 1865)
- Puntioplites waandersi (Bleeker, 1859)